# Rudolf Puchýř
Rudolf Puchýř (* 21 března 1909 Nové Město na Moravě – 1. října 1987) byl český učitel, kreslíř a karikaturista. Byl prvním ilustrátorem Plevova Malého Bobše.

## Život
Nejprve vystudoval novoměstskou reálku, kde maturoval v roce 1930, a potom se přihlásil na Učitelský ústav v Brně. Po absolvování působil jako učitel na několika základních školách na Českomoravské vysočině. Po 2. světové válce se stal odborným pracovníkem Výzkumného ústavu pedagogického v Brně, kde pracoval v letech 1945–1961. V roce 1961 se stal odborným asistentem na katedře výtvarné výchovy Pedagogické fakulty University Jana Evangelisty Purkyně v Brně (nynější Masarykova univerzita), kde působil až do roku 1974. Byl autorem nebo spoluautorem učebních osnov pro základní a střední školy.
Byl také autorem kreseb a karikatur, které publikoval v různých tehdejších novinách (Rudé právo, Rovnost, Zemědělské noviny) a časopisech (např. Index, Tvorba, Host do domu). Už ve třicátých letech se stal členem Levé fronty.
Jako ilustrátor je známý kresbami k 1. vydání knížky Malý Bobeš z roku 1931.